# Lepidotrigla larsoni
Lepidotrigla larsoni és una espècie de peix pertanyent a la família dels tríglids.

## Hàbitat
És un peix marí, batidemersal i d'aigües fondes que viu fins als 220 m de fondària de la plataforma continental.

## Distribució geogràfica
Es troba al Pacífic sud-occidental: Queensland (Austràlia).

## Costums
És bentònic.

## Observacions
És inofensiu per als humans.